# Рустамова, Фарида
Фарида́ Хафи́з кызы́ Руста́мова(азерб. Fəridə Xafiz qızı Rüstəmova; род. 1992, Москва) — российская журналистка азербайджанского происхождения.

## Биография
В 2014 году окончила факультет журналистики Московского государственного университета им. М. В. Ломоносова.
С 2012 по 2014 год (во время учёбы в университете) работала в интернет-издании «Газета.ru».
С марта 2014 года по ноябрь 2016 года — корреспондент направления «Политика и общество» РБК.
С ноября 2016 года по январь 2020 года работала в Русской службе Би-би-си.
С февраля 2020 года по январь 2021 года была специальным корреспондентом в издании «Meduza», а затем в 2021 году — на телеканале «Дождь».
С 2022 года, с начала российского вторжения на Украину работает как независимый журналист в собственных медиа «FariDaily» и «Пояснительная записка», которые публикуют тексты на русском и английском языках. Сооснователем в этих изданиях является Максим Товкайло, в прошлом работавший в изданиях «Ведомости», Forbes и РБК.

## Профессиональная деятельность
Рустамова опубликовала ряд новаторских расследований о Владимире Путине и его ближайшем окружении, на которые ссылаются мировые СМИ.
Тексты Рустамовой публиковались в The New York Times, The Daily Telegraph, El Confidencial, The Moscow Times, The Blueprint, на сайтах института Кеннана при центре Вильсона и OpenDemocracy.

## Награды
Дважды лауреат премии «Редколлегия»:
- в мае 2018 года за текст «Рассказ о том, как депутат Слуцкий домогался журналисток»[27] для Русской службы Би-би-си;
- в марте 2021 года совместно со Светланой Рейтер и Александром Ершовым за текст «Особенно перспективный сорт нефти»[28] для издания Meduza.